# Kiesza
Kiesa Rae Ellestad (Calgary, Alberta, 16 de enero de 1989), más conocida como Kiesza, es una cantante y compositora canadiense.
En 2014, Kiesza publicó Hideaway, el primer sencillo de su álbum Sound of a Woman, el cual rápidamente ganó popularidad, hasta llevarla a presentarlo en los EMA's Glasgow, de MTV el mismo año, junto a artistas como Ariana Grande, Nicki Minaj y Maroon 5. El segundo sencillo fue Giant in my Heart, y el tercero No Enemiesz. También publicó su cover de la canción What is Love, de Haddaway. Tiempo después, realizó una versión la popular canción de Hozier, Take Me To Church.

## Biografía

### Primeros años
A los 16 años, Kiesza fue una marinera activa en SALTS —"Sail and Lifetime Training Society" por sus siglas en inglés— tiempo durante el que afirma se inspiró para hacer música. Un año más tarde se unió con su hermano como reservista en la Marina Real Canadiense donde trabajó un tiempo. Durante su tiempo en la marina, regaló 4500 copias de CD con sus debuts a soldados canadienses en Afganistán. Participó también en el concurso de belleza Miss Universo Canadá.
A los 18 años escribió su primera canción, el motivo fue la separación de sus padres. Esta se escuchó en la radio y rápidamente recibió ofertas de demos.

### Inicios en la música

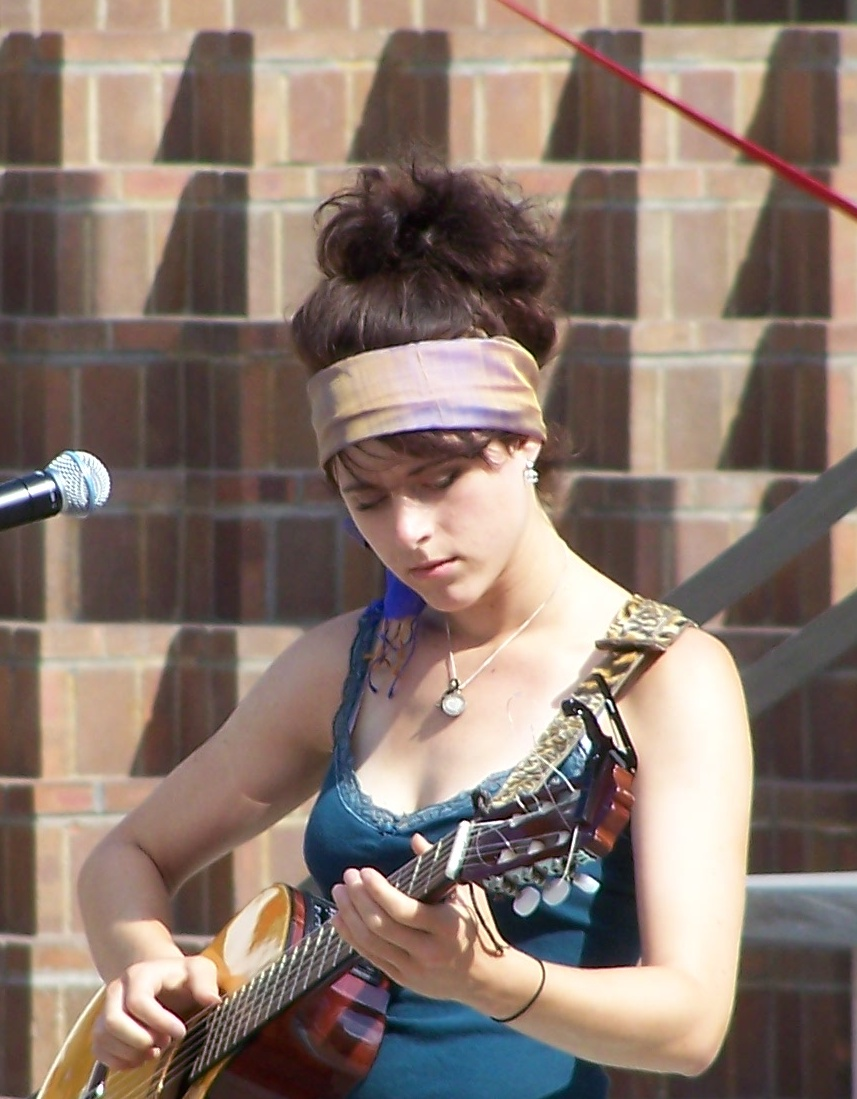
Kiesza tocando en el Olympic Plaza en el centro de Calgary en julio de 2007.

La emisora de radio CKUA la eligió en 2005 para presentarse en directo en el show de radio de Tom Coxworth. Poco después fue admitida en el Colegio de Selkirk en Nelson donde estudió teclado, canto y guitarra. Kiesza recibió una beca para ingresar al Berklee College of Music en Boston. Después de visitar Berklee se fue a Nueva York para promocionar su carrera musical. A pesar de que a sus inicios el estilo de Kiesza era la música folk, decidió colaborar con el productor Rami Samir para agilizar su estilo y hacerlo más rápido. En 2010 fue elegida para tocar en el Día de Independencia Canadiense en Trafalgar Square en Londres ante 30.000 personas.
En 2012, Kiesza lanzó su primer sencillo después de comenzar a trabajar con Afuni en Nueva York, una canción "pop con toques de disco" titulada "Oops", que trata sobre una pareja que tuvo relaciones sexuales sin protección. En 2013, colaboró con Donkeyboy en el sencillo «Triggerfinger». Kiesza también ha escrito canciones para artistas como Rihanna, Kylie Minogue e Icona Pop.

### 2014-presente:Sound of a Woman

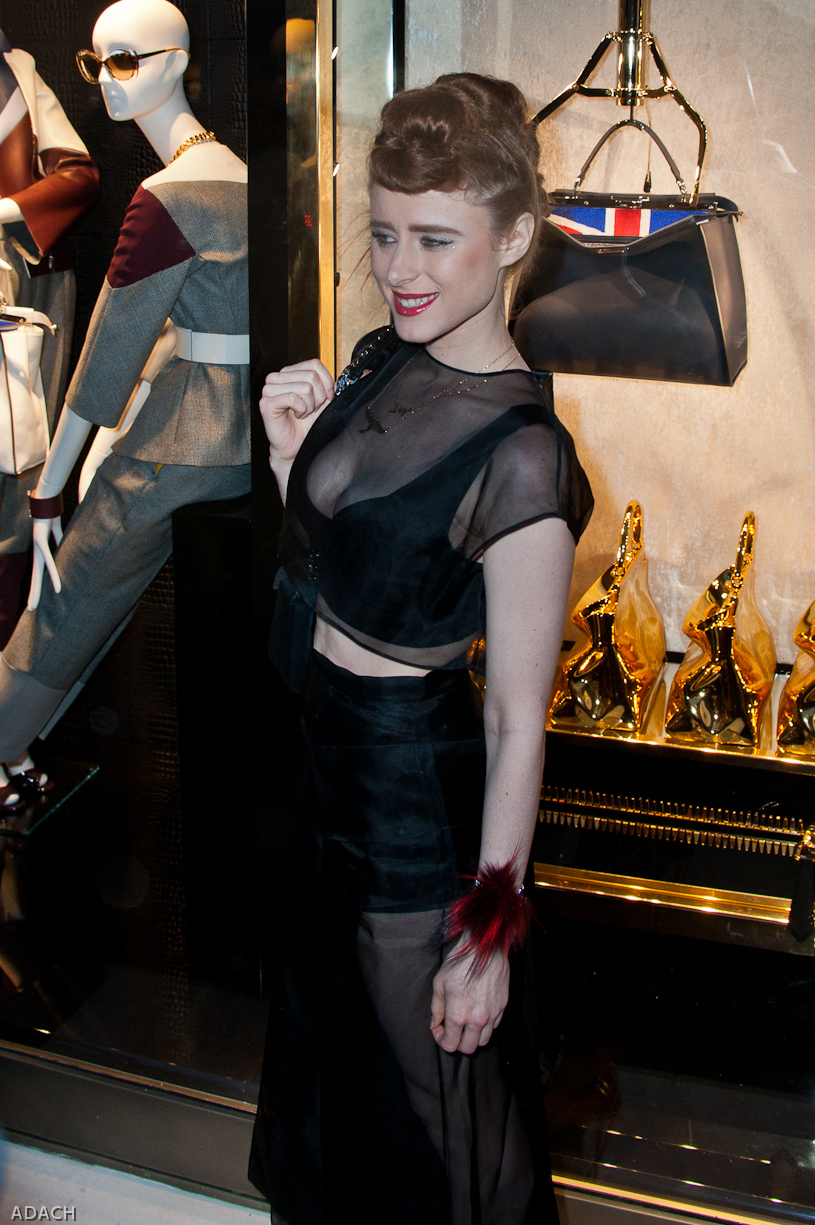
Kiesza en la apertura de la tienda Fendi en mayo de 2014.

En febrero de 2014 Kiesza publicó el video de su sencillo «Hideaway». Es un video filmado sin cortes entre las tomas; en él se muestra a Kiesza bailando mientras recorre las calles de Brooklyn. John Gentile de Rolling Stone llamó a su estilo "impresionante". El video fue estrenado por Annie Mac en su emisión en la BBC Radio. «Hideaway» debutó el 26 de abril de 2014 como el número uno en el Single Chart de Reino Unido.
También en 2015 colaboró con la banda británica Duran Duran en la canción Last Night in the City, incluido en el disco Paper Gods.  
Poco después de «Hideaway», Kiesza dio a conocer un nuevo video para su versión de la canción de Haddaway titulada «What is Love».

## Discografía

### Álbumes de estudio
- 2008: Kiesza
- 2014: Sound of a Woman
- 2020: Crave

### EP
- 2014: Hideaway
- 2020: Dark tales

### Sencillos
- 2014: «Hideaway»
- 2014: «Giant In My Heart»
- 2014: «No Enemiesz»
- 2020: «All of the feelings»

### Colaboraciones
- 2013: «Triggerfinger» (de Donkeyboy)
- 2014: «Take Ü There» (de Jack Ü)
- 2015: «Last Night In The City" (Duran Duran, Álbum Paper Gods)[18]